# یایا داکوستا
یایا داکوستا (انگلیسی: Yaya DaCosta؛ زادهٔ ۱۵ نوامبر ۱۹۸۲) یک هنرپیشه اهل ایالات متحده آمریکا است.

## گزیده فیلمشناسی
از فیلم‌ها یا برنامه‌های تلویزیونی که وی در آن نقش داشته‌است می‌توان به آثار زیر اشاره کرد.
- پیام‌آور (فیلم ۲۰۰۹) (۲۰۰۹)
- بچه‌ها حالشان خوب است (۲۰۱۰)
- ترون: میراث (۲۰۱۰)
- در زمان (۲۰۱۱)
- سرخدمتکار (فیلم ۲۰۱۳) (۲۰۱۳)
- مردان خوب (۲۰۱۶)
- بتی بی‌ریخته (۲۰۰۹)
- دکتر هاوس (۲۰۱۱–۱۲)
- این نیز بگذرد (۲۰۱۴)
- سیمپسون‌ها (۲۰۱۵)